# 숭덕고등학교
숭덕고등학교(崇德高等學校)는 대한민국 광주광역시 광산구 월계동에 위치한 사립 고등학교이다.

## 학교 연혁
- 1995년 3월 9일 : 학교법인 청송학원 설립 인가, 설립자 겸 이사장 김길수 선생 취임
- 1995년 12월 9일 : 숭덕고등학교 설립 인가
- 1996년 2월 22일 : 숭덕고등학교 교사 준공
- 1996년 3월 5일 : 개교 및 제1회 입학식(502명)
- 1996년 3월 5일 : 초대 교장 고제현 선생 취임
- 1998년 4월 25일 : 청송관(도서관, 체육관, 급식 시설) 준공
- 1999년 2월 10일 : 제1회 졸업식
- 2010년 4월 21일 : 자율형 사립고등학교 지정
- 2011년 5월 3일 : 청송 면학관(남학생 기숙사) 준공 및 개관
- 2014년 9월 30일 : 자율형 사립고등학교 지정 취소
- 2017년 3월 13일 : 제2대 이사장 김용만 선생 취임
- 2023년 3월 2일 : 제8대 교장 최정윤 선생 취임
- 2025년 1월 23일 : 제27회 졸업식(292명) (총 9,970명)
- 2025년 3월 4일 : 제30회 입학식(300명)

## 참고 자료
- 숭덕고등학교 - 한국교육학술정보원 학교알리미